# Pachypops pigmaeus
Pachypops pigmaeus es una especie de pez de la familia Sciaenidae en el orden de los Perciformes.

## Morfología
• Los machos pueden llegar alcanzar los 5,6 cm de longitud total.

## Hábitat
Es un pez de agua dulce, de clima tropical y pelágico.

## Distribución geográfica
Se encuentran en Sudamérica:  cuencas de los ríos  Branco y  Madeira (cuenca del río Amazonas en el  Brasil ).

## Observaciones
Es inofensivo para los humanos.